# 2080.
2080. je deveto desetletje v 21. stoletju med letoma 2080 in 2089. 